# Wilhelm Seutter von Lötzen
Wilhelm Seutter von Lötzen (* 31. Dezember 1901 in Lindau (B); † 25. Mai 1982 in München) war ein bayerisch-monarchistischer Widerstandskämpfer während des Nationalsozialismus.

## Leben und Wirken

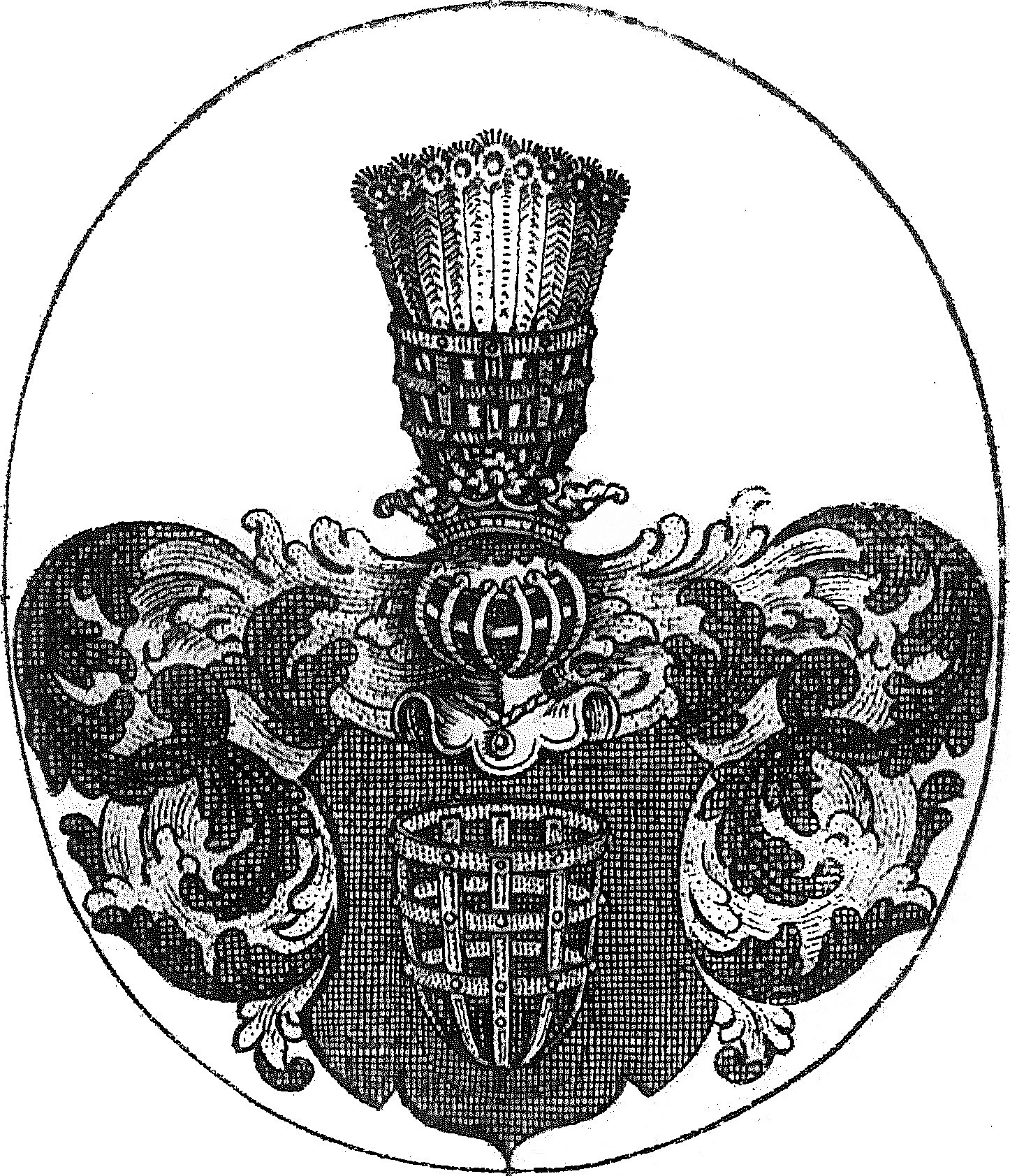
Wappen (1559) der Seutter von Loetzen, immatrikuliert 1813 im Königreich Bayern

Wilhelm Seutter von Lötzen entstammte einer in Lindau ansässigen Patrizierfamilie, die seit 1559 dem reichsritterlichen und ab 1813 dem königlich-bayerischen Adel angehörte. Seine Eltern waren der Privatier Emil Seutter von Loetzen (1858–1944) und Hedwig von Grobois, Edle von Brückenau (1876–1932). Nach der Volks- und Realschule in seiner Heimatstadt besuchte Seutter von Lötzen die Oberrealschule in München. 1919/1920 beteiligte er sich an der Ruhrgebietsunternehmung des Freikorps Epp. 1921 holte er sein Abitur nach und studierte an den Technischen Hochschulen München und Stuttgart Maschinenbau. Verschiedene Praktika führten ihn nach Österreich und nach England. Schließlich zwangen ihn finanzielle Gründe, das Studium ohne Abschluss abzubrechen. Danach arbeitete er als Prokurist, teils als Geschäftsführer, in der Automobil- und Motorradbranche sowie in Vertretungen. 1926 heiratete er Elisabeth Margarita Freiin Voith von Voithenberg (1900–1991) und hatte mit ihr eine Tochter. 1932 fiel sein Entschluss, sich politisch für monarchistisch-separatistische Belange einzusetzen. 1935 stieß er mit Josef Zott zu einer bayerisch-monarchistisch Widerstandsgruppe, dem späteren Harnier-Kreis. Am 4. August 1939 wurde er als Hauptbeschuldigter aufgrund seiner Teilnahme an den Aktivitäten des Harnier-Kreises zu fünf Jahren Haft verurteilt.
Nach dem Zweiten Weltkrieg 1945 war er Mitglied der CSU, wechselte jedoch zur Bayernpartei. Am 30. Mai 1949 beantragte er mit Joseph Baumgartner und Leonhard Noll beim Bayerischen Verfassungsgerichtshof, die Landtagsbeschlüsse vom 20. Mai d. J. aufzuheben, bei denen die Parlamentarier nach 15-stündiger Debatte mit 101 gegen 63 Stimmen bei 9 Enthaltungen den Entwurf des Grundgesetzes als einziges Land ablehnten, aber gleichzeitig die Rechtsverbindlichkeit bejahten.
Später war er neben seiner Arbeit in einer Bauunternehmung für den Bayerischen Königsbund und für den Bayernbund tätig.